# Cantó de Mouzon
El cantó de Mouzon és un cantó francès del departament de les Ardenes, situat al districte de Sedan. Té 13 municipis i el cap és Mouzon.

## Municipis
- Amblimont
- Autrecourt-et-Pourron
- Beaumont-en-Argonne
- Brévilly
- Douzy
- Euilly-et-Lombut
- Létanne
- Mairy
- Mouzon
- Tétaigne
- Vaux-lès-Mouzon
- Villers-devant-Mouzon
- Yoncq

## Història
| Data d'elecció                           | Identitat           | Partit          | Qualitat |
| ---------------------------------------- | ------------------- | --------------- | -------- |
| 1945-1976                                | Marie-Hélène Cardot | MRP, després CD |          |
| 1976-1982                                | Jean Saliou         | PS              |          |
| 1982-1994                                | Robert Legris       | UDF             |          |
| 1994-2008                                | Michel Vicq         | UDF             |          |
| 2008-                                    | Richard Wiblet      | PS              |          |
| les dades anteriors no són pas conegudes |                     |                 |          |
|                                          |                     |                 |          |

## Demografia
| A partir de 1990: Població sense dobles comptes |